# Unclejackia
Unclejackia, maleni rod rod od dvije vrste mahovina iz porodice Symphyodontaceae. Rod je opisan 1999., a tipična je vrsta U. longisetula, prvi puta opisana kao Chaetomitrium longisetulum.
Obje vrste ograničene su na Novu Gvineju.

## Vrste
1. Unclejackia crispifolia (E.B. Bartram) Ignatov, T.J. Kop. & D.H. Norris
2. Unclejackia longisetula (E.B. Bartram) Ignatov, T.J. Kop. & D.H. Norris